# Хатхрас
Хатхрас (хинди हाथरस, IAST: hātharasa; урду ہاتھرس‎) — город и муниципальное управление в индийском округе Махамаянагар штата Уттар-Прадеш. Является штаб-квартирой округа Махамаянагар.
Округ Махамаянагар был создан в 1997 объединением таких округов как Алигарх, Матхура и Агра. Вскоре после этого ему дали альтернативное название Хатхрас.
Хатхрас лежит в регионе Враджа, о котором часто упоминается в эпосе Махабхарата и других индийских писаниях. Основным языком здесь является Хинди с диалектом брадж-бхаша.

## Промышленность
В Британской Индии Хатхрас был индустриальным центром. Хлопок, ножы, асафетида и производство гхи были главными отраслями промышленности. Последние две до сих пор быстро развиваются. Главными предметами торговли являются сахар и зерновые культуры. Сейчас Хатхрас примечателен за одежду, химикаты, ковры, латунь, металлические изделия, произведения искусства, пищевое масло, бобы и т. д.

## Демография
Согласно переписи 2001 года, население Хастинапура составляло 123 243 человек, 53 % из которых — мужчины, а 47 % — женщины. 60 % населения Хастинапура владеют грамотой, в то время, как средний показатель по всей стране — 59,5 %. Мужская грамотность составляет 66 %, а женская — 53 %. 14 % населения составляю дети младше 6 лет.